# Lijst van zwemrecords 4×200 meter vrije slag vrouwen
Dit is een overzicht van de verschillende zwemrecords op de 4×200 meter vrije slag bij de vrouwen, onderverdeeld in de langebaan (50 meter) en de kortebaan (25 meter).

## Langebaan (50 meter)

### Ontwikkeling wereldrecord
| Nr. | Naam                                                                 | Land                           | Tijd    | Datum            | Plaats      |
| --- | -------------------------------------------------------------------- | ------------------------------ | ------- | ---------------- | ----------- |
|     | Mollie O'Callaghan, Shayna Jack, Brianna Throssell, Ariarne Titmus   | Australië                      | 7.37,50 | 26 juli 2023     | Fukuoka     |
|     | Madison Wilson, Kiah Melverton, Mollie O'Callaghan, Ariarne Titmus   | Australië                      | 7.39,29 | 31 juli 2022     | Birmingham  |
|     | Yang Junxuan, Tang Muhan, Zhang Yufei, Li Bingjie                    | China                          | 7.40,33 | 29 juli 2021     | Tokio       |
|     | Ariarne Titmus, Madison Wilson, Brianna Throssell, Emma McKeon       | Australië                      | 7.41,50 | 25 juli 2019     | Gwangju     |
|     | Yang Yu, Zhu Qian Wei, Liu Jing, Pang Jiaying                        | China                          | 7.42,08 | 30 juli 2009     | Rome        |
|     | Stephanie Rice, Bronte Barratt, Kylie Palmer, Linda Mackenzie        | Australië                      | 7.44,31 | 14 augustus 2008 | Peking      |
|     | Natalie Coughlin, Dana Vollmer, Lacey Nymeyer, Kathryn Hoff          | Verenigde Staten               | 7.50,09 | 29 maart 2007    | Melbourne   |
|     | Petra Dallmann, Daniela Samulski, Britta Steffen, Annika Liebs       | Duitsland                      | 7.50,82 | 3 augustus 2006  | Boedapest   |
|     | Natalie Coughlin, Carly Piper, Dana Vollmer, Kaitlin Sandeno         | Verenigde Staten               | 7.53,42 | 18 augustus 2004 | Athene      |
|     | Manuela Stellmach, Astrid Strauss, Anke Möhring, Heike Friedrich     | Duitse Democratische Republiek | 7.55,47 | 18 augustus 1987 | Straatsburg |
|     | Manuela Stellmach, Astrid Strauss, Nadja Bergknecht, Heike Friedrich | Duitse Democratische Republiek | 7.59,33 | 17 augustus 1986 | Madrid      |
|     | Kristin Otto, Astrid Strauss, Cornelia Sirch, Birgit Meineke         | Duitse Democratische Republiek | 8.02,27 | 22 augustus 1983 | Rome        |

### OntwikkelingOlympischrecord
| Nr. | Naam                                                              | Land             | Tijd    | Datum             | Plaats  |
| --- | ----------------------------------------------------------------- | ---------------- | ------- | ----------------- | ------- |
|     | Yang Junxuan, Tang Muhan, Zhang Yufei, Li Bingjie                 | China            | 7.40,33 | 29 juli 2021      | Tokio   |
|     | Missy Franklin, Dana Vollmer, Shannon Vreeland, Allison Schmitt   | Verenigde Staten | 7.42,92 | 1 augustus 2012   | Londen  |
|     | Stephanie Rice, Bronte Barratt, Kylie Palmer, Linda Mackenzie     | Australië        | 7.44,31 | 14 augustus 2008  | Peking  |
|     | Alena Popchanka, Celine Couderc, Camille Muffat, Coralie Balmy    | Frankrijk        | 7.50,37 | 13 augustus 2008  | Peking  |
|     | Natalie Coughlin, Carly Piper, Dana Vollmer, Kaitlin Sandeno      | Verenigde Staten | 7.53,42 | 18 augustus 2004  | Athene  |
|     | Samantha Arsenault, Diana Munz, Lindsay Benko, Jenny Thompson     | Verenigde Staten | 7.57,80 | 20 september 2000 | Sydney  |
|     | Trina Jackson, Cristina Teuscher, Sheila Taormina, Jenny Thompson | Verenigde Staten | 7.59,87 | 25 juli 1996      | Atlanta |
|     | Lisa Jacob, Ashley Whitney, Sheila Taormina, Annette Salmeen      | Verenigde Staten | 8.04,99 | 25 juli 1996      | Atlanta |
|     | Eri Yamanoi, Naoko Imoto, Aiko Miyake, Suzu Chiba                 | Japan            | 8.09,46 | 25 juli 1996      | Atlanta |

### OntwikkelingEuropeesrecord
| Nr. | Naam                                                                  | Land                           | Tijd    | Datum            | Plaats      |
| --- | --------------------------------------------------------------------- | ------------------------------ | ------- | ---------------- | ----------- |
|     | Joanne Jackson, Jazmin Carlin, Caitlin McClatchey, Rebecca Adlington  | Verenigd Koninkrijk            | 7.45,51 | 30 juli 2009     | Rome        |
|     | Caitlin McClatchey, Jazmin Carlin, Hannah Miley, Rebecca Adlington    | Verenigd Koninkrijk            | 7.49,04 | 30 juli 2009     | Rome        |
|     | Renata Spagnolo, Alessia Filippi, Flavia Zoccari, Federica Pellegrini | Italië                         | 7.49,76 | 14 augustus 2008 | Peking      |
|     | Alena Popchanka, Celine Couderc, Camille Muffat, Coralie Balmy        | Frankrijk                      | 7.50,37 | 13 augustus 2008 | Peking      |
|     | Petra Dallmann, Daniela Samulski, Britta Steffen, Annika Liebs        | Duitsland                      | 7.50,82 | 3 augustus 2006  | Boedapest   |
|     | Manuela Stellmach, Astrid Strauss, Anke Möhring, Heike Friedrich      | Duitse Democratische Republiek | 7.55,47 | 18 augustus 1987 | Straatsburg |
|     | Manuela Stellmach, Astrid Strauss, Nadja Bergknecht, Heike Friedrich  | Duitse Democratische Republiek | 7.59,33 | 17 augustus 1986 | Madrid      |
|     | Kristin Otto, Astrid Strauss, Cornelia Sirch, Birgit Meineke          | Duitse Democratische Republiek | 8.02,27 | 22 augustus 1983 | Rome        |

### OntwikkelingNederlandsrecord
| Nr. | Naam                                                                        | Club                | Tijd    | Datum            | Plaats     |
| --- | --------------------------------------------------------------------------- | ------------------- | ------- | ---------------- | ---------- |
|     | Marrit Steenbergen, Esmee Vermeulen, Femke Heemskerk, Marleen Veldhuis      | KNZB                | 7.52,06 | 6 april 2016     | Eindhoven  |
|     | Inge Dekker, Ranomi Kromowidjojo, Femke Heemskerk, Marleen Veldhuis         | KNZB                | 7.56,14 | 21 maart 2008    | Eindhoven  |
|     | Femke Heemskerk, Ranomi Kromowidjojo, Manon van Rooijen, Linda Bank         | KNZB                | 8.01,97 | 21 maart 2008    | Eindhoven  |
|     | Manon van Rooijen, Inge Dekker, Linda Bank, Femke Heemskerk                 | KNZB                | 8.02,40 | 29 maart 2007    | Melbourne  |
|     | Marleen Veldhuis, Manon van Rooijen, Haike van Stralen, Celina Lemmen       | KNZB                | 8.05,82 | 24 juli 2003     | Barcelona  |
|     | Marianne Muis, Manon Masseurs, Mildred Muis, Karin Brienesse                | KNZB                | 8.05,97 | 7 januari 1991   | Perth      |
|     | Diana van der Plaats, Kirsten Silvester, Mildred Muis, Marianne Muis        | KNZB                | 8.08,00 | 15 augustus 1989 | Bonn       |
|     | Annemarie Verstappen, Jolande van de Meer, Mildred Muis, Conny van Bentum   | KNZB                | 8.09,59 | 17 augustus 1986 | Madrid     |
|     | Annemarie Verstappen, Jolande van de Meer, Reggie de Jong, Conny van Bentum | KNZB                | 8.12,41 | 22 augustus 1983 | Rome       |
|     | Jolande van de Meer, Reggie de Jong, Conny van Bentum, Annemarie Verstappen | KNZB                | 8.17,68 | 26 maart 1983    | Drachten   |
|     | Yvonne van der Hurk, Marijke de Groot, Inge de Lange, Berber Kamstra        | Zwemlust/den Hommel | 8.32,91 | 17 juli 1980     | Amersfoort |
|     | Monique Bosga, Yvonne van der Hurk, Inge de Lange, Berber Kamstra           | Zwemlust/den Hommel | 8.40,5  | 22 juni 1980     | Utrecht    |
|     | Monique Bosga, Pauline Out, Berber Kamstra, Inge de Lange                   | Zwemlust/den Hommel | 8.40,70 | 19 juli 1979     | Amersfoort |
|     | Daphne Demuth, Enith Brigitha, Maritzka van der Linden, Annelies Maas       | KNZB                | 8.41,39 | 12 mei 1979      | Vancouver  |
|     | Monique Bosga, Enith Brigitha, Diane Edelijn, Annelies Maas                 | KNZB                | 8.41,78 | 13 mei 1978      | Vancouver  |

## Kortebaan (25 meter)

### Ontwikkeling wereldrecord
| Nr. | Naam                                                                     | Land                | Tijd    | Datum            | Plaats            |
| --- | ------------------------------------------------------------------------ | ------------------- | ------- | ---------------- | ----------------- |
|     | Alex Walsh, Paige Madden, Katie Grimes, Claire Weinstein                 | Verenigde Staten    | 7.30,13 | 12 december 2024 | Boedapest         |
|     | Madison Wilson, Mollie O'Callaghan, Leah Neale, Lani Pallister           | Australië           | 7.30,87 | 14 december 2022 | Melbourne         |
|     | Inge Dekker, Femke Heemskerk, Ranomi Kromowidjojo, Sharon van Rouwendaal | Nederland           | 7.32,85 | 5 december 2014  | Doha              |
|     | Inge Dekker, Femke Heemskerk, Marleen Veldhuis, Ranomi Kromowidjojo      | Nederland           | 7.38,90 | 9 april 2008     | Manchester        |
|     | Xu Yanwei, Zhu Yingwen, Tang Jingzhi, Yang Yu                            | China               | 7.46,30 | 3 april 2002     | Moskou            |
|     | Karen Legg, Janine Belton, Nicola Jackson, Karen Pickering               | Verenigd Koninkrijk | 7.47,14 | 10 augustus 2001 | Norwich           |
|     | Claire Huddart, Nicola Jackson, Karen Legg, Karen Pickering              | Verenigd Koninkrijk | 7.49,11 | 16 maart 2000    | Athene            |
|     | Josefin Lillhage, Louise Jöhncke, Johanna Sjöberg, Malin Svahnström      | Zweden              | 7.51,70 | 1 april 1999     | Hongkong          |
|     | Luna Wang, Nian Yin, Chen Yan, Shan Ying                                 | China               | 7.51,92 | 17 april 1997    | Göteborg          |
|     | Shan Ying, Zhou Guanbin, Le Jingyi, Lü Bin                               | China               | 7.52,45 | 2 december 1993  | Palma de Mallorca |

- FINA erkent wereldrecords op kortebaan sinds maart 1991.

### OntwikkelingEuropeesrecord
| Nr. | Naam                                                                     | Land                | Tijd    | Datum            | Plaats     |
| --- | ------------------------------------------------------------------------ | ------------------- | ------- | ---------------- | ---------- |
|     | Inge Dekker, Femke Heemskerk, Ranomi Kromowidjojo, Sharon van Rouwendaal | Nederland           | 7.32,85 | 5 december 2014  | Doha       |
|     | Inge Dekker, Femke Heemskerk, Marleen Veldhuis, Ranomi Kromowidjojo      | Nederland           | 7.38,90 | 9 april 2008     | Manchester |
|     | Karen Legg, Janine Belton, Nicola Jackson, Karen Pickering               | Verenigd Koninkrijk | 7.47,14 | 10 augustus 2001 | Norwich    |
|     | Claire Huddart, Nicola Jackson, Karen Legg, Karen Pickering              | Verenigd Koninkrijk | 7.49,11 | 16 maart 2000    | Athene     |
|     | Josefin Lillhage, Louise Jöhncke, Johanna Sjöberg, Malin Svahnström      | Zweden              | 7.51,70 | 1 april 1999     | Hongkong   |
|     | Karen Legg, Nicola Jackson, Vicki Horner, Claire Huddart                 | Verenigd Koninkrijk | 7.55,51 | 1 april 1999     | Hongkong   |
|     | Johanna Sjöberg, Josefin Lillhage, Louise Jöhncke, Malin Nilsson         | Zweden              | 7.56,04 | 17 april 1997    | Göteborg   |

### OntwikkelingNederlandsrecord
| Nr. | Naam                                                                        | Club                | Tijd      | Datum            | Plaats     |
| --- | --------------------------------------------------------------------------- | ------------------- | --------- | ---------------- | ---------- |
|     | Inge Dekker, Femke Heemskerk, Ranomi Kromowidjojo, Sharon van Rouwendaal    | KNZB                | 7.32,85   | 5 december 2014  | Doha       |
|     | Inge Dekker, Femke Heemskerk, Marleen Veldhuis, Ranomi Kromowidjojo         | KNZB                | 7.38,90   | 9 april 2008     | Manchester |
|     | Inge Dekker, Ranomi Kromowidjojo, Femke Heemskerk, Marleen Veldhuis         | KNZB                | 7.56,14 1 | 21 maart 2008    | Eindhoven  |
|     | Femke Heemskerk, Ranomi Kromowidjojo, Manon van Rooijen, Linda Bank         | KNZB                | 8.01,97 1 | 21 maart 2008    | Eindhoven  |
|     | Manon van Rooijen, Inge Dekker, Linda Bank, Femke Heemskerk                 | KNZB                | 8.02,40 1 | 29 maart 2007    | Melbourne  |
|     | Marleen Veldhuis, Manon van Rooijen, Haike van Stralen, Celina Lemmen       | KNZB                | 8.05,82 1 | 24 juli 2003     | Barcelona  |
|     | Marianne Muis, Manon Masseurs, Mildred Muis, Karin Brienesse                | KNZB                | 8.05,97 1 | 7 januari 1991   | Perth      |
|     | Diana van der Plaats, Ingrid Baars, Jolanda de Rover, Conny van Bentum      | De Dolfijn          | 8.07,78   | 27 februari 1988 | Emmen      |
|     | Annemarie Verstappen, Jolande van de Meer, Mildred Muis, Conny van Bentum   | KNZB                | 8.09,59 1 | 17 augustus 1986 | Madrid     |
|     | Annemarie Verstappen, Jolande van de Meer, Reggie de Jong, Conny van Bentum | KNZB                | 8.12,41 1 | 22 augustus 1983 | Rome       |
|     | Jolande van de Meer, Reggie de Jong, Conny van Bentum, Annemarie Verstappen | KNZB                | 8.17,68 1 | 26 maart 1983    | Drachten   |
|     | Monique Bosga, Berber Kamstra, Marijke de Groot, Inge de Lange              | Zwemlust/den Hommel | 8.25,75   | 29 februari 1980 | Tilburg    |
|     | Monique Bosga, Inge de Lange, Marijke de Groot, Berber Kamstra              | Zwemlust/den Hommel | 8.31,2    | 12 januari 1980  | Utrecht    |
|     | Daphne Demuth, Gertrude Ossendrijver, Mary Anema, Monique Drost             | AZ&PC               | 8.38,6    | 12 januari 1980  | Amersfoort |
|     | Mirjam Heins, Ellen Verberne, Jostie Richardson, Agnes Jansen               | ZPA                 | 8.38,95   | 10 maart 1978    | Schagen    |
|     | Anneke van Kraay, Marian Eding, Ans Hooft, Lenny van Kraay                  | PSV                 | 8.40,13   | 11 maart 1977    | Amsterdam  |

1 = Gezwommen op langebaan. Indien tijd op langebaan sneller is dan tijd op kortebaan dan geldt de eerste als officieel record.